# Алькантарский мост
Алькантарский мост (исп. Puente de Alcántara) — древнеримский мост через реку Тахо в испанском городе Алькантара, рядом с португальской границей. Является самым высоким из римских мостов (72 м).

## История
Мост был построен по приказу римского императора Траяна в 98—106 гг. архитектором Гаем Юлием Лацером. 
Название моста «Алькантара», происходящее от арабского «Аль-Кантера», что значит «мост», указывает на ту славу, которой этот мост пользовался в Средние века.
Один из пролётов, разрушенный маврами, был отстроен в 1543 году. В 1760 году вторая арка на северо-западной стороне была разрушена испанцами, чтобы остановить продвижение неприятельской армии из Португалии в Эстремадуру, и была отремонтирована в 1762 году Карлом III. В 1809 году во время Пиренейских войн, чтобы предотвратить проход наполеоновских войск через Алькантару, союзники разрушили вторую арку со стороны правого берега. В 1818 году на её месте был построен деревянный пролёт. В 1836 году он был сожжён кристиносами, чтобы предотвратить проход карлистов. Мост был восстановлен в 1860 году Изабеллой II.

## Конструкция

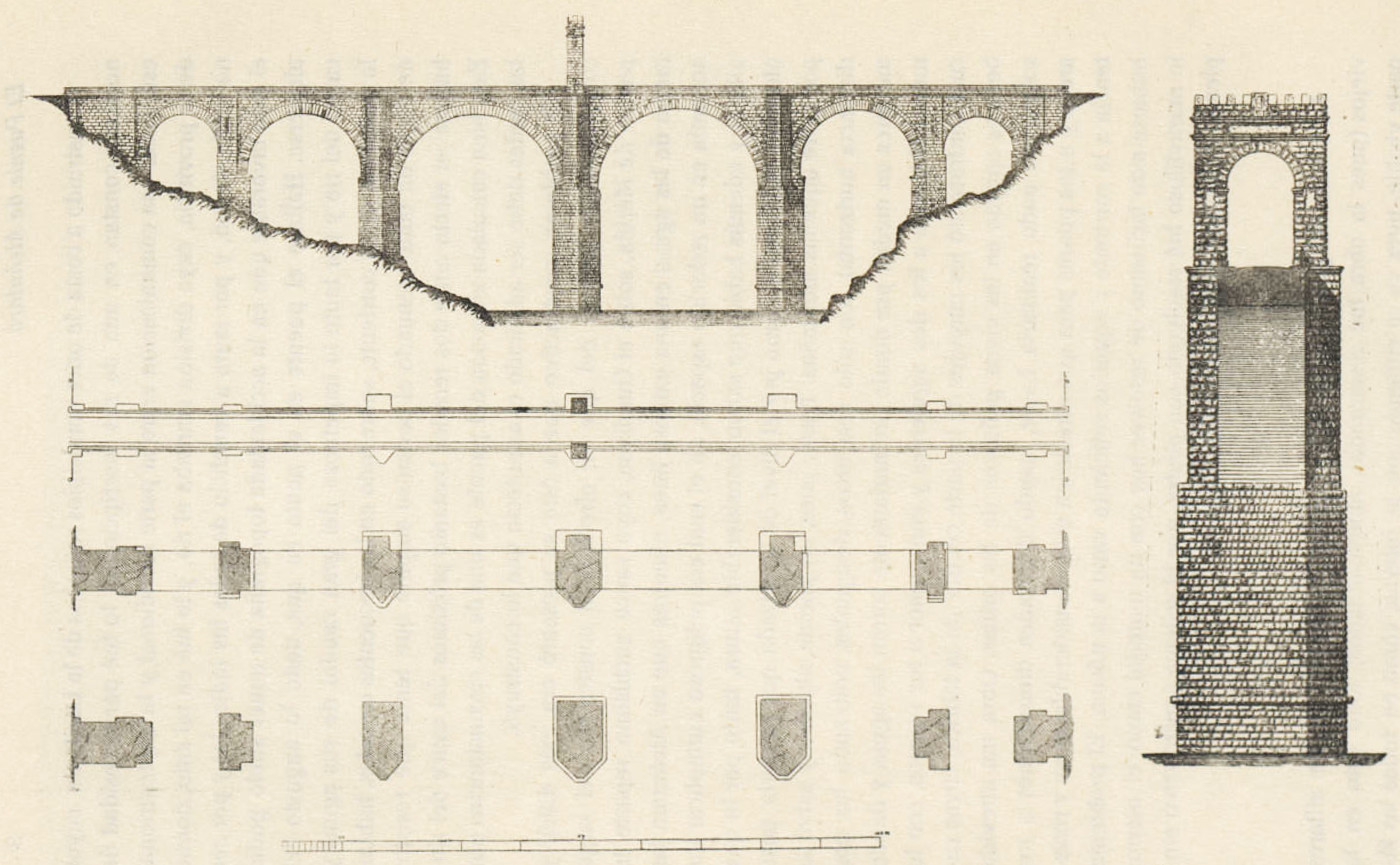
Х. Р. Мелида. План, фасад и разрезы моста (1924 г.)

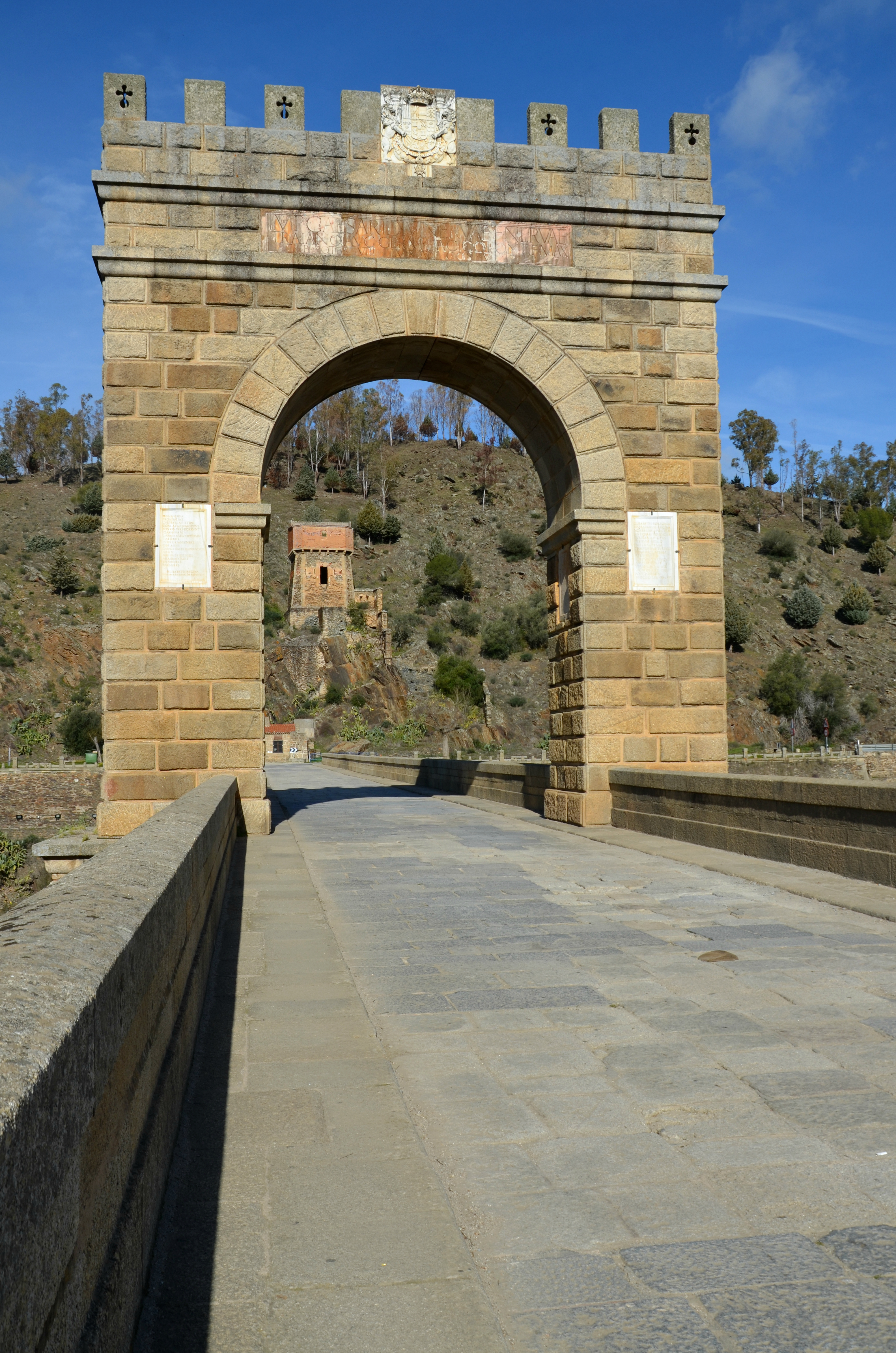
Триумфальная арка Траяна

Мост шестипролётный каменный арочный. Схема пролётов — 13,8 + 22,6 + 27,9 + 28,2 + 22,5 + 13,5 м. Длина моста составляет 194 м, ширина — 8,6 м. Проезжая часть моста находится на высоте 45 м над водой.
Пролеты арок уменьшаются к концам моста благодаря рельефу берегов. Пяты соседних арок на одном и том же столбе оказались таким образом расположенными на различных уровнях, а все столбы, за исключением среднего, получились асимметричными. Эта асимметрия не так бросается в глаза благодаря введению контрфорсов на опорах моста, подчеркивающих вертикальный элемент в общей композиции.
По исследованиям профессора И. С. Николаева убывание пролётов этого моста происходит так, как будто мост представляет фронтальную проекцию равнопролётной аркады, изогнутой в плане по круговой кривой. В основу композиции всего моста положен закон гармоничного убывания пролетов соответственно делению полуокружности, построенной на диаметре, равном длине моста (с центром на оси средней опоры), на восемь равных дуг, по 22,5° каждая. Проектируя эти членения на диаметр (длина проезжей части моста), мы получим оси девяти столбов, соответствующие в ортогональной проекции осям столбов при круговой в плане форме аркад с равными пролетами.
Материалом для моста послужил серый гранит, положенный всухую притесанными блоками около 2 футов вышины, с четкой и правильной перевязкой швов. Арки по фасаду выложены из двух колец. Внешнее из них, образованное выпуском тычковых камней, выступает в виде архивольта, очерченного по дуге круга. Гладкий массивный парапет венчает мост над карнизной тягой с профилем гуська, отвечающей уровню проезжей части.
В архитектуре моста ясно видны римские традиции позднереспубликанской эпохи, когда в качестве центра композиции выделялась центральная опора и композиция гармонично развертывалась в обе стороны от него. Симметрия композиции подчеркнута и возрастающей к середине величиной арочных пролетов, а также постановкой над средним пилоном триумфальной арки. Триумфальная арка, судя по архитектуре, — римская. Она заканчивается зубцами, вероятно, средневекового происхождения. 
На левом берегу, рядом с крайним устоем моста, построен небольшой римский храм. Над его входом начертана надпись, посвященная Траяну, из которой видно, что строителем моста был Гай Юлий Лацер. Поблизости был найден также обломок мраморной доски со стихотворной посвятительной надписью:

…Мост, что пребудет всегда в веках

постоянного мира,

Лацер воздвиг над рекой, славный

искусством своим…
Оригинальный текст (лат.)Pontem perpetui mansurum
in saecula mundi
fecit divina nobilis arte Lacer …